# أندريا فولينياتي
أندريا فولينياتي (بالإيطالية: Andrea Fulignati)‏ (31 أكتوبر 1994 بإمبولي في إيطاليا - ) هو لاعب كرة قدم إيطالي في مركز الهجوم. لعب مع نادي باليرمو ونادي طرابنش 1905 ‏.

## روابط خارجية
- أندريا فولينياتي على موقع قاعدة بيانات كرة القدم.إي يو (الإنجليزية)
- أندريا فولينياتي على موقع Soccerway.com (الإنجليزية)
- أندريا فولينياتي على موقع AS.com (الإسبانية)